# Kumî, Karlivka
Kumî (în ucraineană Куми) este un sat în comuna Lanna din raionul Karlivka, regiunea Poltava, Ucraina.

## Demografie
Componența lingvistică a localității Kumî
     Ucraineană (93,44%)
     Rusă (5,48%)
     Alte limbi (1,08%)
Conform recensământului din 2001, majoritatea populației localității Kumî era vorbitoare de ucraineană (93,44%), existând în minoritate și vorbitori de rusă (5,48%).